# Metecia
Metecia là một chi bướm đêm thuộc họ Noctuidae.